# 2M
2M es un programa para el sistema operativo MS-DOS (o su variante IBM PC DOS) creado por el programador español Ciriaco García de Celis. Permite una capacidad mayor que la norma de formateo de disquetes. Fue desarrollado de forma activa entre 1993 y 1995. La última versión, la 3.0, fue lanzada el 6 de marzo de 1995. El programa fue creado en lenguaje Ensamblador, con algunos programas auxiliares hechos en C, y se compiló usando la versión 3.1 de Borland C++.
El programa cuenta con 2 componentes principales: 2M y 2MGUI. De ellas, 2M es el programa principal y el que posibilitaba el formateo, y la lectura y escritura de discos de 3.5" de alta densidad de o 1.804 KiB o bien 1.886 KiB, mientras que el 2MGUI (abreviatura de 2M-Guinness) es una "prueba de concepto", para demostrar la capacidad de formatear cualquier disco normal de alta densidad de 3.5" a uno con una capacidad de más de 2 megabytes (1.972 KiB). Ambos programas se basaban en aceleradores de entrada/salida de disco a partir de las técnicas de Sector Sliding y DiskBoost, que se basan en el principio de ordenamiento de los sectores físicos en el disco, para facilitar la lectura al cambiar de pista.
| Programa formateador          | 5.25", DD                    | 5.25", HD                    |
| ----------------------------- | ---------------------------- | ---------------------------- |
| FORMAT (40/80 pistas)         | 368.640 bytes (360 KiB)      | 1.228.800 bytes (1.200 KiB)  |
| FORMAT FD 1.8 (82 pistas)     | 839.680 bytes (820 KiB)      | 1.427.456 bytes (1.394 KiB)  |
| 2MF 3.0 /F (82 pistas)        | 839.680 bytes (820 KiB)      | 1.511.424 bytes (1.476 KiB)  |
| 2MF 3.0 /M (82 pistas)        | 923.648 bytes (902 KiB)      | 1.595.392 bytes (1.558 KiB)  |
| 2MGUI 1.0 (82 pistas)         | 1.000.064 bytes (976 KiB)    | 1.679.104 bytes (1.639 KiB)  |
| Disco sin formato (82 pistas) | ~1.025.000 bytes (1.001 KiB) | ~1.708.224 bytes (1.668 KiB) |

| Programa formateador          | 3.5", DD                     | 3.5", HD                     | 3.5", ED                     |
| ----------------------------- | ---------------------------- | ---------------------------- | ---------------------------- |
| FORMAT (80 pistas)            | 737.280 bytes (720 KiB)      | 1.474.560 bytes (1.440 KiB)  | 2.949.120 bytes (2.880 KiB)  |
| FDFORMAT 1.8 (82 pistas)      | 839.680 bytes (820 KiB)      | 1.763.328 bytes (1.722 KiB)  | Sin soporte técnico          |
| 2MF 3.0 /F (82 pistas)        | 1.007.616 bytes (984 KiB)    | 1.847.296 bytes (1.804 KiB)  | 3.694.592 bytes (3.608 KiB)  |
| 2MF 3.0 /M (82 pistas)        | 1.091.584 bytes (1.066 KiB)  | 1.931.264 bytes (1.886 KiB)  | 3.862.528 bytes (3.772 KiB)  |
| 2MGUI 1.0 (82 pistas)         | 1.204.224 bytes (1.176 KiB)  | 2.019.328 bytes (1.972 KiB)  | 4.038.656 bytes (3.944 KiB)  |
| Disco sin formato (82 pistas) | ~1.230.000 bytes (1.201 KiB) | ~2.050.000 bytes (2.002 KiB) | ~4.100.000 bytes (4.004 KiB) |